# Aydoğmuş, Mucur
Aydoğmuş là một xã thuộc huyện Mucur, tỉnh Kırşehir, Thổ Nhĩ Kỳ. Dân số thời điểm năm 2010 là 363 người.